# Sportverein Darmstadt 1898 2011-2012
Questa voce raccoglie le informazioni riguardanti lo Sportverein Darmstadt 1898 nelle competizioni ufficiali della stagione 2011-2012.

## Stagione
Nella stagione 2011-2012 il Darmstadt, allenato da Kosta Runjaić, concluse il campionato di 3. Liga al 14º posto.

## Rosa
| N. |                        | Ruolo | Calciatore        |
| -- | ---------------------- | ----- | ----------------- |
| 1  | Germania (bandiera)    | P     | Jan Zimmermann    |
| 2  | Germania (bandiera)    | D     | Julian Ratei      |
| 3  | Germania (bandiera)    | D     | Janis Lutz        |
| 4  | Germania (bandiera)    | D     | Fouad Brighache   |
| 4  | Turchia (bandiera)     | D     | Cem Islamoglu     |
| 5  | Germania (bandiera)    | D     | Andreas Gaebler   |
| 6  | Germania (bandiera)    | D     | Christian Beisel  |
| 7  | Stati Uniti (bandiera) | A     | Preston Zimmerman |
| 8  | Germania (bandiera)    | C     | Jonas Grüter      |
| 9  | Germania (bandiera)    | A     | Marcus Steegmann  |
| 10 | Francia (bandiera)     | A     | Dimitry Imbongo   |
| 13 | Germania (bandiera)    | A     | Rudi Hübner       |
| 14 | Germania (bandiera)    | C     | Uwe Hesse         |
| 15 | Germania (bandiera)    | D     | Marko Kopilaš     |

| N. |                     | Ruolo | Calciatore            |
| -- | ------------------- | ----- | --------------------- |
| 16 | Germania (bandiera) | D     | Markus Brüdigam       |
| 17 | Germania (bandiera) | C     | Matthias Heckenberger |
| 18 | Germania (bandiera) | C     | Danny Latza           |
| 19 | Germania (bandiera) | C     | Christopher Hübner    |
| 20 | Nigeria (bandiera)  | C     | Henry Onwuzuruike     |
| 22 | Germania (bandiera) | C     | Sascha Amstätter      |
| 23 | Germania (bandiera) | C     | Benjamin Baier        |
| 24 | Germania (bandiera) | C     | Kevin Wölk            |
| 25 | Germania (bandiera) | C     | Nikola Mladenovic     |
| 26 | Germania (bandiera) | P     | Thomas Bromma         |
| 28 | Germania (bandiera) | P     | David Salfeld         |
| 43 | Germania (bandiera) | A     | Oliver Heil           |
| 61 | Germania (bandiera) | C     | Burak Bilgin          |

## Organigramma societario
Area tecnica
- Allenatore: Kosta Runjaić
- Allenatore in seconda: Tuncay Nadaroğlu, Thomas Zampach
- Preparatore dei portieri: Jan Hofmann
- Preparatori atletici:

## Calciomercato

### Sessione estiva
| Acquisti | Acquisti              | Acquisti              | Acquisti |
| R.       | Nome                  | da                    | Modalità |
| -------- | --------------------- | --------------------- | -------- |
| A        | Dimitry Imbongo       | Monaco 1860 II        |          |
| C        | Benjamin Baier        | RB Lipsia             |          |
| D        | Christian Beisel      | Heidenheim            |          |
| C        | Burak Bilgin          | Darmstadt U19         |          |
| C        | Fabian Broghammer     | Stoccarda II          |          |
| P        | Thomas Bromma         | Ulma U19              |          |
| D        | Andreas Gaebler       | SV Wilhelmshaven      |          |
| C        | Matthias Heckenberger | Norimberga II         |          |
| C        | Christopher Hübner    | Wehen Wiesbaden II    |          |
| A        | Rudi Hübner           | Wormatia Worms        |          |
| C        | Danny Latza           | Schalke 04 II         |          |
| C        | Nikola Mladenovic     | Darmstadt U19         |          |
| D        | Julian Ratei          | Monaco 1860           |          |
| P        | David Salfeld         | Rot-Weiss Francoforte |          |
| A        | Marcus Steegmann      | Coblenza              |          |
| C        | Kevin Wölk            | Rot Weiss Ahlen       |          |
| A        | Preston Zimmerman     | Magonza II            |          |

| Cessioni | Cessioni        | Cessioni                 | Cessioni |
| R.       | Nome            | a                        | Modalità |
| -------- | --------------- | ------------------------ | -------- |
| A        | Daniele Toch    | Wormatia Worms           |          |
| A        | Christian Henel | Wormatia Worms           |          |
| D        | Tunay Açar      | Bursaspor                |          |
| D        | Hassan Amin     | Eintracht Francoforte II |          |
| D        | Timo Becker     | Wehen Wiesbaden II       |          |
| C        | Boris Kolb      | Wehen Wiesbaden II       |          |
| C        | Muharrem Reka   | Rot-Weiß Darmstadt       |          |
| A        | Michael Schürg  | Wormatia Worms           |          |
| C        | Sven Sökler     | Saarbrücken              |          |
| C        | Yannick Stark   | FSV Francoforte          |          |
| A        | Haluk Türkeri   | Duisburg II              |          |

### Sessione invernale
| Acquisti | Acquisti | Acquisti | Acquisti |
| R.       | Nome     | da       | Modalità |
| -------- | -------- | -------- | -------- |

| Cessioni | Cessioni          | Cessioni       | Cessioni |
| R.       | Nome              | a              | Modalità |
| -------- | ----------------- | -------------- | -------- |
| C        | Fabian Broghammer | Bayern Alzenau |          |

## Risultati

### 3. Liga

#### Girone di andata
| Arbitro: | Cortus |

|  |           |                |
|  | Marcatori | 75’ Idabdelhay |

| Arbitro: | Valentin |

|              |           |           |
| Calamita 90’ | Marcatori | 16’ Baier |

| Arbitro: | Alt |

|                       |           |  |
| Schulz 16’ Löning 40’ | Marcatori |  |

| Arbitro: | Dingert |

|                                                             |           |           |
| Steegmann 3’ Heckenberger 17’ Latza 45’ Hübner 75’ Wölk 89’ | Marcatori | 63’ Hille |

| Arbitro: | Fritz |

|  |           |           |
|  | Marcatori | 38’ Latza |

| Arbitro: | Steuer |

|         |           |                           |
| Wölk 1’ | Marcatori | 71’ (rig.) Schweinsteiger |

| Arbitro: | Hartmann |

|                           |           |  |
| Reichwein 31’ Caillas 79’ | Marcatori |  |

| Arbitro: | Christ |

|                    |           |                                      |
| Hesse 8’ Ratei 20’ | Marcatori | 48’ Mokhtari 49’ Senesie 82’ Schwarz |

| Arbitro: | Blos |

|                                    |           |  |
| Wurtz 22’, 83’ Eggert 65’ Laux 79’ | Marcatori |  |

| Arbitro: | Petersen |

|                         |           |                |
| Zimmerman 28’ Latza 71’ | Marcatori | 40’ Vunguidica |

| Arbitro: | Aarnink |

|                         |           |               |
| Frommer 17’ Göhlert 88’ | Marcatori | 48’ Steegmann |

| Darmstadt 2 ottobre 2011, ore 14:00 CEST 12ª giornata | Darmstadt | 0 – 0 referto | Kickers Offenbach | Stadion am Böllenfalltor (15 000 spett.)\| Arbitro: \| Drees \| |
| Arbitro:                                              | Drees     |               |                   |                                                                 |

| Arbitro: | Kampka |

|           |           |  |
| Kanca 87’ | Marcatori |  |

| Arbitro: | Steinberg |

|                      |           |           |
| Hübner 41’ Latza 75’ | Marcatori | 61’ Wilke |

| Arbitro: | Dietz |

|             |           |           |
| Willers 89’ | Marcatori | 44’ Baier |

| Arbitro: | Siewer |

|                              |           |  |
| Steegmann 61’, 73’ Baier 72’ | Marcatori |  |

| Arbitro: | Stein |

|               |           |                      |
| Makarenko 84’ | Marcatori | 37’ (rig.) Steegmann |

| Arbitro: | Thomsen |

|                                |           |  |
| Steegmann 27’ (rig.) Latza 68’ | Marcatori |  |

| Arbitro: | Aarnink |

|             |           |               |
| Hemlein 14’ | Marcatori | 75’ Steegmann |

#### Girone di ritorno
| Arbitro: | Dietz |

|                                                        |           |               |
| Hudec 20’ Glockner 23’ (rig.) Kotuljac 50’ Wegkamp 73’ | Marcatori | 70’ Steegmann |

| Arbitro: | Helwig |

|          |           |                              |
| Heil 74’ | Marcatori | 6’ Hofmann 34’ (rig.) Dausch |

| Arbitro: | Zwayer |

|                                         |           |           |
| Wölk 50’ Gaebler 60’ Heil 71’ Latza 75’ | Marcatori | 68’ Klotz |

| Arbitro: | Grudzinski |

|                        |           |                        |
| Klos 34’, 49’ Rahn 59’ | Marcatori | 81’ Zimmerman 87’ Heil |

| Arbitro: | Hartmann |

|  |           |               |
|  | Marcatori | 32’ Wohlfarth |

| Arbitro: | Petersen |

|                        |           |         |
| Laurito 51’ Alibaz 70’ | Marcatori | 9’ Wölk |

| Arbitro: | Brand |

|          |           |               |
| Heil 38’ | Marcatori | 33’ Reichwein |

| Arbitro: | Bandurski |

|              |           |          |
| Mokhtari 36’ | Marcatori | 65’ Wölk |

| Arbitro: | Wingenbach |

|             |           |  |
| Gaebler 82’ | Marcatori |  |

| Arbitro: | Seidel |

|                |           |                         |
| Vunguidica 26’ | Marcatori | 54’ Zimmerman 84’ Hesse |

| Arbitro: | Thomsen |

|                         |           |                 |
| Hübner 1’ Zimmerman 15’ | Marcatori | 82’ Schnatterer |

| Arbitro: | Gräfe |

|           |           |               |
| Hesse 55’ | Marcatori | 39’ Zimmerman |

| Darmstadt 31 marzo 2012, ore 14:00 CEST 32ª giornata | Darmstadt   | 0 – 0 referto | Unterhaching | Stadion am Böllenfalltor (4 500 spett.)\| Arbitro: \| Schmickartz \| |
| Arbitro:                                             | Schmickartz |               |              |                                                                      |

| Chemnitz 8 aprile 2012, ore 14:00 CEST 33ª giornata | Chemnitz | 0 – 0 referto | Darmstadt | Stadion an der Gellertstraße (8 300 spett.)\| Arbitro: \| Siewer \| |
| Arbitro:                                            | Siewer   |               |           |                                                                     |

| Arbitro: | Aarnink |

|                    |           |            |
| Gaebler 12’ (rig.) | Marcatori | 39’ Jansen |

| Arbitro: | Valentin |

|                       |           |           |
| Pichinot 1’ Šimák 39’ | Marcatori | 4’ Beisel |

| Arbitro: | Rohde |

|                              |           |                 |
| Zimmerman 7’, 45’ Hübner 66’ | Marcatori | 81’ Stroh-Engel |

| Arbitro: | Alt |

|  |           |                                         |
|  | Marcatori | 6’, 24’ Hesse 80’ Steegmann 90’ Gaebler |

| Arbitro: | Stein |

|                            |           |                            |
| Islamoglu 3’ Steegmann 39’ | Marcatori | 45’ Schwenk 84’ Holzhauser |

## Statistiche

### Statistiche di squadra
| Competizione | Punti | In casa | In casa | In casa | In casa | In casa | In casa | In trasferta | In trasferta | In trasferta | In trasferta | In trasferta | In trasferta | Totale | Totale | Totale | Totale | Totale | Totale | DR |
| Competizione | Punti | G       | V       | N       | P       | Gf      | Gs      | G            | V            | N            | P            | Gf           | Gs           | G      | V      | N      | P      | Gf     | Gs     | DR |
| ------------ | ----- | ------- | ------- | ------- | ------- | ------- | ------- | ------------ | ------------ | ------------ | ------------ | ------------ | ------------ | ------ | ------ | ------ | ------ | ------ | ------ | -- |
| 3. Liga      | 49    | 19      | 9       | 6       | 4       | 32      | 18      | 19           | 3            | 7            | 9            | 19           | 29           | 38     | 12     | 13     | 13     | 51     | 47     | +4 |
| Totale       | 49    | 19      | 9       | 6       | 4       | 32      | 18      | 19           | 3            | 7            | 9            | 19           | 29           | 38     | 12     | 13     | 13     | 51     | 47     | +4 |

### Andamento in campionato
| Giornata  | 1  | 2  | 3  | 4  | 5 | 6  | 7  | 8  | 9  | 10 | 11 | 12 | 13 | 14 | 15 | 16 | 17 | 18 | 19 | 20 | 21 | 22 | 23 | 24 | 25 | 26 | 27 | 28 | 29 | 30 | 31 | 32 | 33 | 34 | 35 | 36 | 37 | 38 |
| --------- | -- | -- | -- | -- | - | -- | -- | -- | -- | -- | -- | -- | -- | -- | -- | -- | -- | -- | -- | -- | -- | -- | -- | -- | -- | -- | -- | -- | -- | -- | -- | -- | -- | -- | -- | -- | -- | -- |
| Luogo     | C  | T  | T  | C  | T | C  | T  | C  | T  | C  | T  | C  | T  | C  | T  | C  | T  | C  | T  | T  | C  | C  | T  | C  | T  | C  | T  | C  | T  | C  | T  | C  | T  | C  | T  | C  | T  | C  |
| Risultato | P  | N  | P  | V  | V | N  | P  | P  | P  | V  | P  | N  | P  | V  | N  | V  | N  | V  | N  | P  | P  | V  | P  | P  | P  | N  | N  | V  | V  | V  | N  | N  | N  | N  | P  | V  | V  | N  |
| Posizione | 18 | 18 | 19 | 13 | 8 | 11 | 13 | 16 | 16 | 16 | 16 | 16 | 16 | 15 | 16 | 15 | 15 | 13 | 14 | 15 | 17 | 15 | 16 | 17 | 17 | 17 | 17 | 16 | 15 | 12 | 12 | 12 | 13 | 13 | 14 | 14 | 12 | 14 |

Legenda:

Luogo: C = Casa; T = Trasferta. Risultato: V = Vittoria; N = Pareggio; P = Sconfitta.

### Statistiche dei giocatori
| S. Amstätter    | 17 | 0  | 5  | 0 |
| B. Baier        | 36 | 3  | 8  | 0 |
| C. Beisel       | 17 | 1  | 4  | 0 |
| B. Bilgin       | 2  | 0  | 0  | 0 |
| F. Brighache    | 38 | 0  | 4  | 0 |
| F. Broghammer   | 2  | 0  | 0  | 0 |
| T. Bromma       | 0  | 0  | 0  | 0 |
| M. Brüdigam     | 11 | 0  | 3  | 0 |
| A. Gaebler      | 36 | 4  | 6  | 1 |
| J. Grüter       | 2  | 0  | 1  | 0 |
| M. Heckenberger | 19 | 1  | 2  | 2 |
| O. Heil         | 25 | 4  | 2  | 0 |
| U. Hesse        | 36 | 4  | 3  | 1 |
| C. Hübner       | 8  | 0  | 0  | 0 |
| R. Hübner       | 28 | 4  | 7  | 0 |
| D. Imbongo      | 13 | 0  | 1  | 0 |
| C. Islamoglu    | 30 | 1  | 3  | 1 |
| M. Kopilaš      | 7  | 0  | 0  | 0 |
| D. Latza        | 36 | 6  | 12 | 0 |
| J. Lutz         | 0  | 0  | 0  | 0 |
| N. Mladenovic   | 1  | 0  | 0  | 0 |
| H. Onwuzuruike  | 16 | 0  | 1  | 0 |
| J. Ratei        | 18 | 1  | 1  | 0 |
| D. Salfeld      | 0  | 0  | 0  | 0 |
| M. Steegmann    | 33 | 10 | 9  | 1 |
| D. Toch         | 2  | 0  | 1  | 0 |
| K. Wölk         | 27 | 5  | 6  | 0 |
| P. Zimmerman    | 29 | 7  | 1  | 0 |
| J. Zimmermann   | 38 | 0  | 1  | 0 |